# Памятник Искре и Кочубею (Киев)

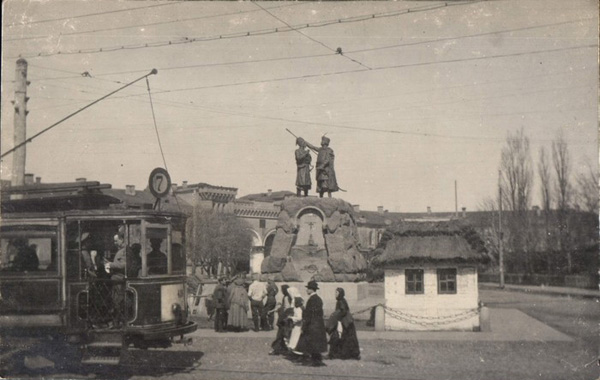
Никольская площадь с памятником Искре и Кочубею

Па́мятник И́скре и Кочубе́ю в Киеве — памятник полтавскому полковнику Ивану Искре и генеральному судье Василию Кочубею, которые сообщили Петру I о предательстве Ивана Мазепы. Памятник был установлен в Киеве в 1914 году в ознаменование 200-летия Полтавской битвы. Находился на современной Арсенальной площади. Демонтирован властями Украинской Народной Республики в 1918 году. От исходного памятника остался постамент, который в 1923 году был использован для сооружения памятника рабочим завода «Арсенал».

## История
В 1707 году генеральный судья Василий Кочубей и полтавский полковник Иван Искра написали и отправили императору Петру I письмо, которым предупреждали царя о тайных переговорах Ивана Мазепы со шведским и польским королями и о намерении Мазепы вступить с ними в союз. Но Пётр I считал Мазепу своим другом и не поверил этому сообщению. Царь выдал Мазепе Искру и Кочубея, и 15 июля 1708 года их жестоко казнили.
В следующем 1709 году, когда гетман Мазепа перешёл на сторону Карла XII, Пётр I в полной мере осознал свою ошибку. С того времени в России Искра и Кочубей стали национальными героями, мучениками. Их торжественно перезахоронили на территории Киево-Печерской лавры, а представители рода Кочубея и рода Искры были наделены значительными титулами и привилегиями.

## Установка памятника
В 1909 году в Киеве, как и во всей Российской империи, широко отмечали 200-летие Полтавской битвы, а годом ранее (в 1908 году) исполнилось 200 лет со дня казни казацких старшин. Российская держава решила основательно почтить подвиг Искры и Кочубея: была приведена в порядок могила Искры и Кочубея в Киево-Печерской лавре, именем Кочубея в Киеве была названа улица и переулок. Властями была открыта подписка на сооружение в Киеве памятника «невинно убиенным жертвам клеветы» — генеральному судье Василю Кочубею и полковнику Ивану Искре.
Инициатором конкурса выступило Русское военно-историческое общество, а также русские патриотические организации Киева. Комиссию по строительству памятника возглавил архимандрит Адриан — монах Михайловского Златоверхого монастыря, автор нескольких брошюр о подвиге казацких старшин.
Непосредственное сооружение памятника доверили скульптору-любителю, отставному подполковнику П. А. Самонову. Фигуры отлили из стреляных снарядных гильз и установили возле Никольских ворот в 1914 году.

## Демонтаж

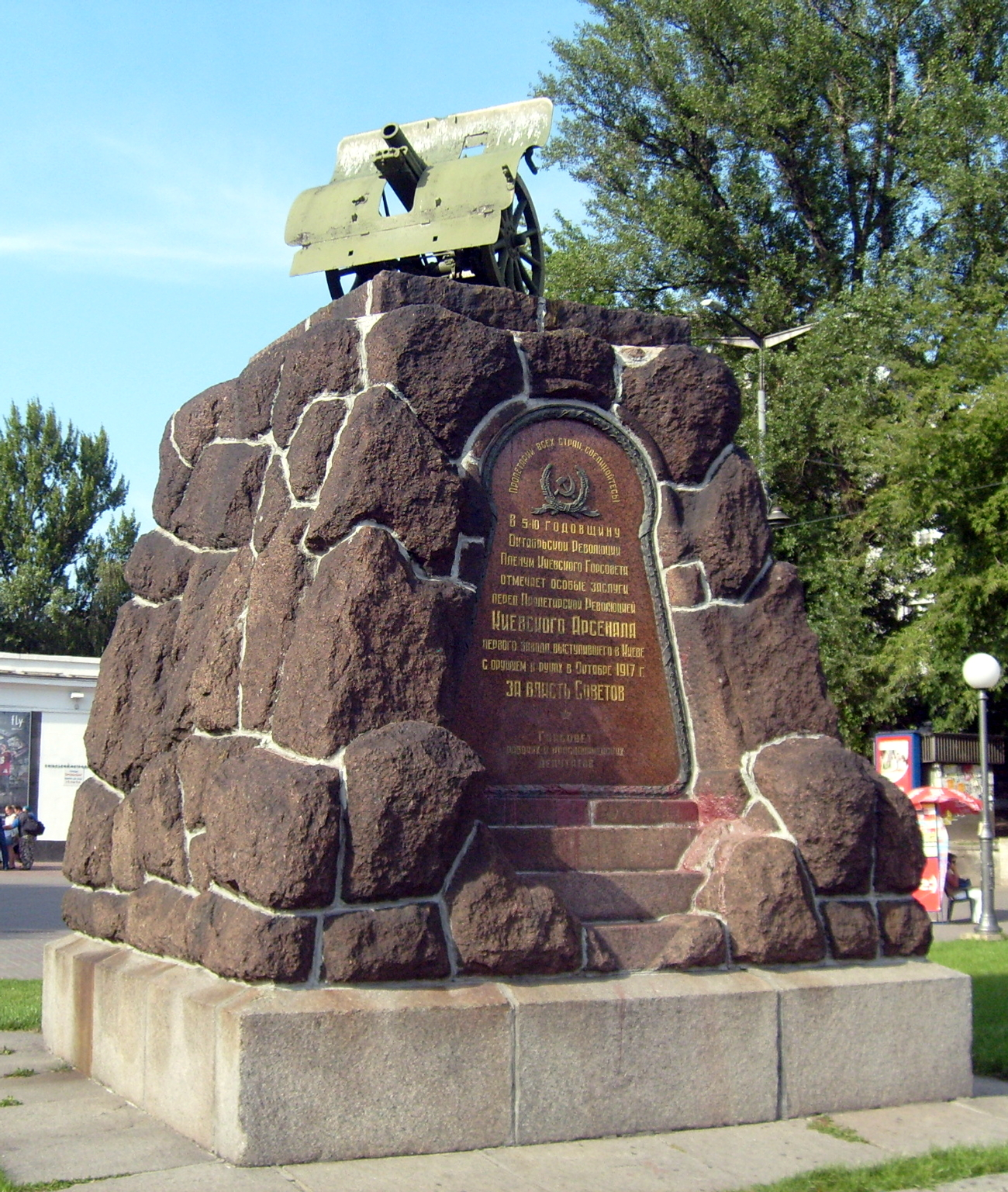
Памятник рабочим завода «Арсенал» — участникам Январского восстания 1918 года — установлен на постаменте, оставшемся от памятника Искре и Кочубею

Весной 1918 года, по указанию властей Украинской Народной Республики, памятник Искре и Кочубею был демонтирован. После этого на постаменте установили гипсовый памятник гетману Ивану Мазепе, который был демонтирован или белогвардейцами Деникина, или польскими войсками.
В 1923 году большевики использовали пустой постамент для сооружения на этом месте памятника рабочим завода «Арсенал». На пьедестал была установлена пушка, а доску, прикреплённую к постаменту, перевернули и сделали на ней новую надпись.